# Contea di Panshan
La contea di Panshan (盘山县S, Pánshān XiànP) è una contea della Cina, situata nella provincia di Liaoning e amministrata dalla prefettura di Panjin.